# Толкишская башня
Толкишская башня (также известная как Толкишская мельница) — памятник промышленной архитектуры середины XIX века, сохранившаяся каменная ветряная мельница голландского типа в Чистопольском районе Республики Татарстан. Построена в 1847 году близ реки Толкишка. В 2019 году внесена в перечень выявленных объектов культурного наследия Республики Татарстан.

### История
Башня была возведена в селе Змиёвские Новосёлки Чистопольского уезда, принадлежавшем дворянскому роду Стрекаловых. Степан Стрекалов занимал пост казанского губернатора, а его сноха, Александра Стрекалова, была известной благотворительницей.
Мельница использовалась сезонно — её сдавали в аренду на период сельскохозяйственных работ. После 1946 года деревня Новосёлки была расселена, а мельница некоторое время использовалась как склад. В настоящее время на месте деревни установлен поклонный крест.

### Архитектура
- Тип: Ветряная мельница голландского типа
- Материал: Красный кирпич с элементами облицовки
- Высота: 13 метров (трёхъярусное сооружение)
- Особенности:
  - Качественная кирпичная кладка (предполагается участие иностранных мастеров)
  - Сохранились дверные и оконные проёмы правильной формы
  - Единственная известная каменная ветряная мельница в Татарстане

### Современное состояние
- Внесена в реестр выявленных объектов культурного наследия РТ (2019)
- Частично разрушена: осыпается наружный слой кирпича
- В 2019 году краевед Сергей Саначин инициировал работы по изучению и сохранению объекта
- Рассматриваются планы по созданию музейного комплекса с действующей мельницей

### Окрестности
Вблизи башни обнаружены:
- 18 небольших ям (вероятно, хозяйственного назначения)
- 3 загадочных рва с насыпями (происхождение не установлено)

### Перспективы
В 2019 году была издана книга, посвящённая Толкишской башне.